# Agapetus arcita
Agapetus arcita är en nattsländeart som beskrevs av Donald G. Denning 1951. Agapetus arcita ingår i släktet Agapetus och familjen stenhusnattsländor. Inga underarter finns listade i Catalogue of Life.